# Obekant
Inom matematiken är en obekant ett tal i en ekvation vars värde man inte känner. Brukar vanligtvis betecknas med någon bokstav, till exempel x. 
En ekvation av första graden med en obekant brukar vara entydigt lösbar - man kan alltså räkna ut värdet på den obekanta.
Har ekvationen en obekant men ett högre gradtal än ett, d.v.s. den innehåller termer som x2 och liknande, brukar den också vara lösbar, åtminstone numeriskt. Man får då lika många lösningar som gradtalet, fast flera av dessa kan vara samma.
Har ekvationen fler än en obekant behövs ett ekvationssystem för att lösa den. Antalet ekvationer måste vara lika många som antalet obekanta, och linjärt oberoende för att det ska gå att beräkna en entydig lösning.